# Halanaerobacter salinarius
Halanaerobacter salinarius è una specie di batterio appartenente alla famiglia delle Halobacteroidaceae.